# Karolína Plíšková
Karolína Plíšková, coniugata Hrdličková (Louny, 21 marzo 1992), è una tennista ceca.
È stata la tennista numero uno del ranking mondiale per otto settimane consecutive tra i mesi di luglio e settembre nel 2017. Da singolarista ha vinto diciassette tornei WTA, tra cui i più importanti sono i WTA 1000 di Cincinnati 2016 e Roma 2019. Ha raggiunto la semifinale in tutti i tornei del Grande Slam, spingendosi in finale agli US Open 2016 e a Wimbledon 2021.
Nel suo palmarès figurano inoltre tre vittore in Fed Cup con la Repubblica Ceca (2015, 2016, 2018).
In doppio si è aggiudicata cinque tornei WTA, di cui tre in coppia con la sorella gemella Kristýna, e ha raggiunto l'11ª posizione del ranking mondiale nel 2016.

## Biografia
Karolína Plíšková è nata a Louny, in Repubblica Ceca, il 21 marzo 1992 da Radek Plíšek e Martina Plíšková. Ha una sorella gemella di nome Kristýna, giocatrice professionista di tennis come lei.
Residente a Monte Carlo, il 19 luglio 2018 sposa il fidanzato nonché manager Michal Hrdilička.
Nel corso della sua carriera ha cambiato molti allenatori, tra cui Jiří Vaněk (2014-2016), David Kotyza (2017), Tomáš Krupa (2017-18) e Conchita Martínez (2018-2019). Inoltre per un breve periodo nel 2018 è stata allenata da Rennae Stubbs, la quale l'ha preparata per gli US Open 2018, per poi ritirarsi come allenatrice. Dal 2020 a giugno 2022 è stata allenata da Sascha Bajin, da luglio 2022 da Leoš Friedl.
Viene spesso definita "regina di ghiaccio" per via del suo atteggiamento apparentemente calmo sul campo, privo di emozioni e capace di reprimere eventuali tensioni e ansie. Tuttavia non viene sempre visto come un comportamento positivo. Difatti alcuni sostengono che la mancanza di "carattere" da parte della ceca in campo sia la causa dei mancati successi nei tornei maggiori.

## Carriera

### Junior
Ha vinto l'Australian Open 2010 sconfiggendo in finale Laura Robson con il punteggio di 6-1, 7–6(5). Con la sorella ha giocato il torneo di Wimbledon 2010 venendo sconfitte nei quarti di finale, mentre nel singolo, edizione poi vinta proprio da Kristýna, viene sconfitta da Nigina Abduraimova. Nell'US Open 2010 arriva ai quarti di finale venendo sconfitta da Sloane Stephens.

### 2013: primi trofei WTA e Top 100

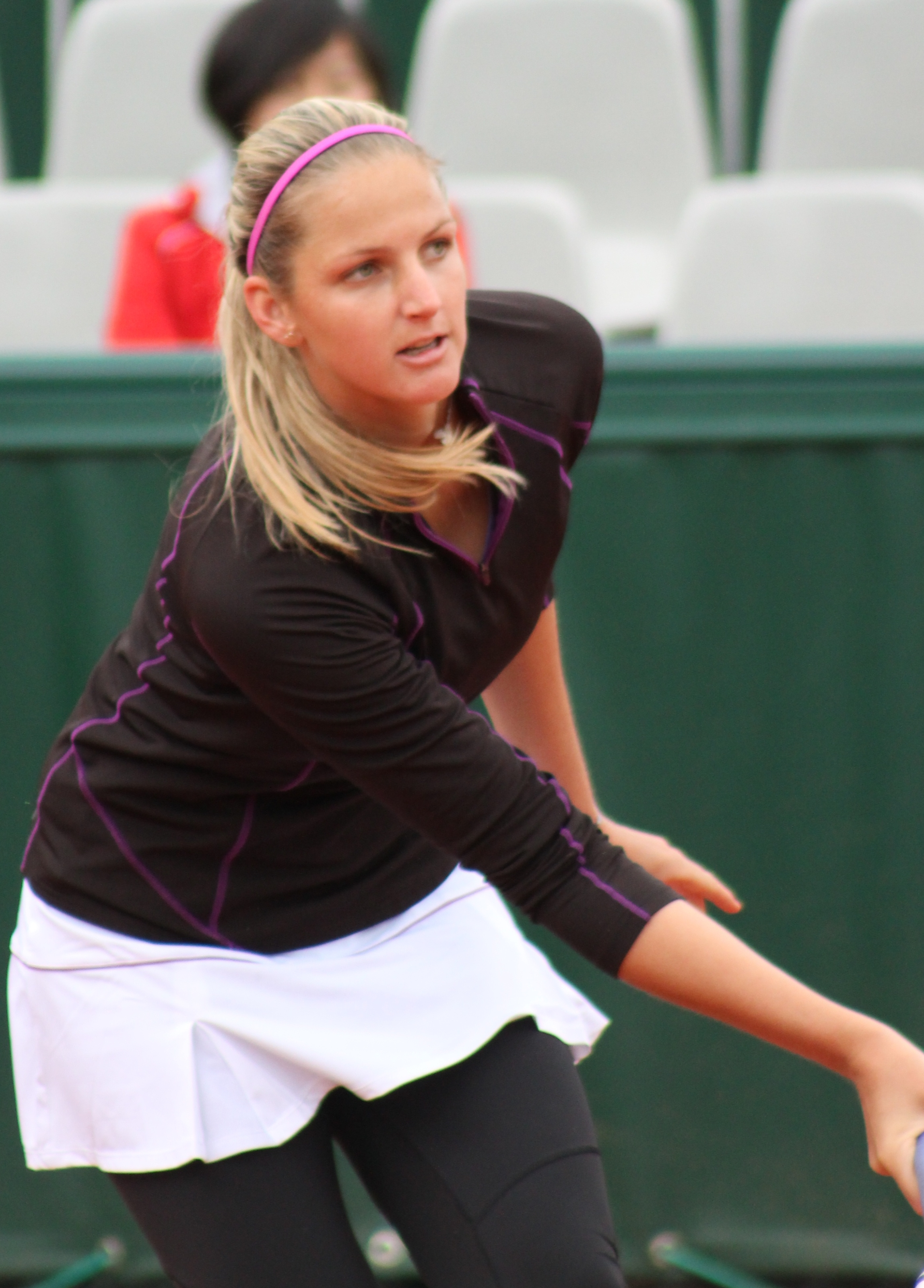
Karolina nel 2013

Inizia la stagione a Brisbane, dove colleziona subito una sconfitta in due tie-break da Ol'ga Pučkova. Invece a Sydney, si qualifica, ma ciononostante perde all'esordio nel tabellone principale da Sara Errani, terza testa di serie. Partecipa agli Australian Open, sconfitta al primo turno da Eléni Daniilídou, ex Top 10. Successivamente non si qualifica per il main draw del torneo di Parigi, il GDF Suez, sconfitta da Kiki Bertens nel secondo turno. Non fa meglio a Dubai, cedendo stavolta a Daniela Hantuchová al primo turno di qualificazioni.
Il 3 marzo 2013 vince il suo primo torneo WTA della carriera a Kuala Lumpur battendo in finale la statunitense Bethanie Mattek-Sands.
Tenta di accedere al tabellone principale di Indian Wells, ma ha la meglio ancora una volta la Puchkova. Ci riesce, invece, a Miami, dove concede all'esordio solo tre game alla connazionale Lucie Hradecká, prima di venire sconfitta nel turno successivo in rimonta dalla nº9 del mondo, Caroline Wozniacki. Ritorna in Europa, precisamente a Katowice, dove raggiunge i quarti di finale per poi venire fermata da Roberta Vinci, che le lascia solo un game. Sulla terra rossa di Marrakech viene estromessa all'esordio da Cvetana Pironkova, mentre a Madrid non si qualifica. Non ha successo nemmeno a Strasburgo e al Roland Garros, dove esce al primo turno contro Misaki Doi e Garbiñe Muguruza.
Inaugura la stagione sull'erba con una sconfitta contro Mirjana Lučić-Baroni a Birmingham, mentre a Eastbourne viene fermata dalla sorella Kristýna nel terzo turno di qualificazione. Ritrova la vittoria a Wimbledon contro Nadia Petrova, nº13 del mondo, per poi cedere a sorpresa contro Petra Martić.
Agli Internazionali Femminili di Palermo 2013 raggiunge la sua prima finale in doppio insieme a sua sorella Kristýna, ma vengono sconfitte da Katarzyna Piter e Kristina Mladenovic. In singolo, invece, cede all'esordio contro Dinah Pfizenmaier. Nelle qualificazioni a Toronto viene clamorosamente sconfitta nelle qualificazioni da Gabriela Dabrowski, nº212 del mondo. Stessa sorte le capita anche a Cincinnati e New Haven, perdendo stavolta contro Andrea Petković e Sofia Arvidsson. Agli US Open viene eliminata da Eugenie Bouchard. Ritorna a vincere a Guangzhou contro Johanna Larsson. Successivamente non si qualifica a Pechino.
Al Generali Ladies Linz 2013 vince il primo titolo WTA in doppio insieme alla sorella Kristýna, battendo la coppia canado-polacca formata da Gabriela Dabrowski e Alicja Rosolska. Non va bene in singolare, poiché perde al primo turno contro Francesca Schiavone.
Prende parte al torneo di Lussemburgo collezionando una sola vittoria, ovvero quella contro Lourdes Domínguez Lino prima di cedere in tre parziali a Stefanie Vögele. Chiude l'anno alla 67ª posizione del ranking in singolo, mentre in doppio alla numero 77.

### 2014: cinque finali WTA stagionali e Top 25
Apre l'anno con due sconfitte al secondo turno a Auckland (contro Kirsten Flipkens) e agli Australian Open (contro Daniela Hantuchová). Si riscatta a Pattaya raggiungendo la finale in seguito anche alle vittorie su Sorana Cîrstea, numero ventitré del mondo, e Julia Görges; tuttavia perde dalla russa Ekaterina Makarova, numero ventotto del mondo. In seguito prende fa primo turno al torneo di Doha, terzo ad Indian Wells, quarti a Monterrey contro Caroline Wozniacki e semifinale a Kuala Lumpur contro Dominika Cibulková.

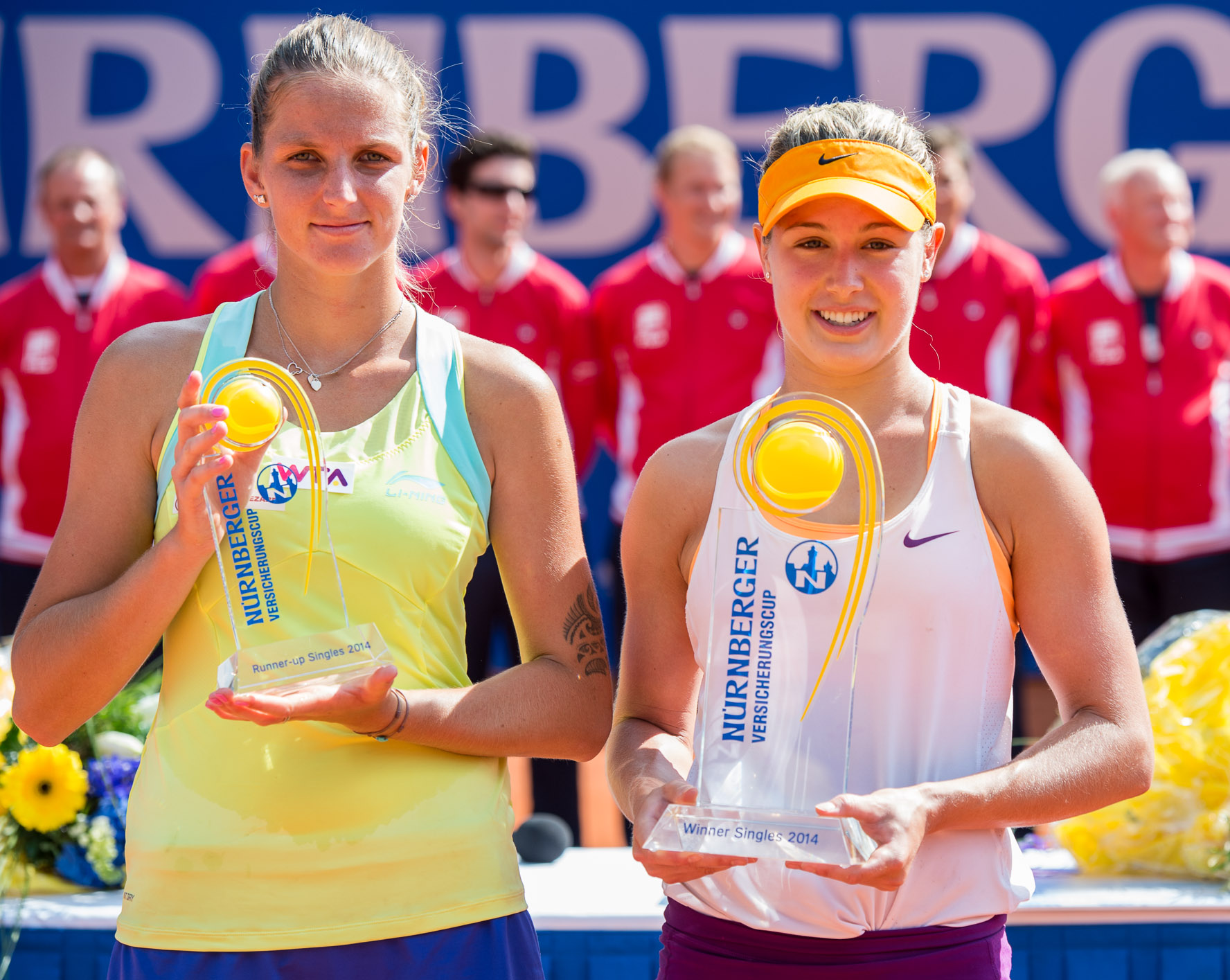
Karolína insieme alla vincitrice del torneo di Norimberga Eugenie Bouchard (a destra) nel 2014

Il 24 maggio perde ancora una volta in finale, questa volta nel torneo di Norimberga contro la canadese Eugenie Bouchard, Top 20. Nella corsa al titolo si impone fra le altre su Kerber (nº9 del ranking) e Svitolina. Nello stesso torneo vince, tuttavia, il secondo titolo WTA in doppio insieme all'olandese Michaëlla Krajicek, battendo nell'atto conclusivo Ioana Raluca Olaru e Shahar Peer.
Prende parte allo Slam parigino, dove si ferma al secondo turno contro la numero tre del ranking, Agnieszka Radwańska.
Viene sconfitta all'esordio della stagione sull'erba a Birmingham, mentre a Eastbourne esce di scena nell'ultimo turno di qualificazione. Si presenta a Wimbledon, ma non va oltre il secondo turno, poiché cede nuovamente a Lisicki.
Al Gastein Ladies 2014 si aggiudica il terzo titolo WTA in doppio insieme alla sorella Kristýna, battendo in finale Andreja Klepač e María Teresa Torró Flor. In singolo raggiunge i quarti di finale, fermata da Grace Min, la quale le concede appena tre giochi. Si spinge fino ai quarti anche a Istanbul, dove perde ancora una volta contro Wozniacki. In seguito prende parte al Premier di Stanford, dove dopo una vittoria schiacciante su Kimiko Date perde contro Serena Williams, numero uno del mondo. A Montréal passando dalle qualificaizioni arriva al secondo turno del main draw dove si ferma contro la Top 20 Carla Suárez Navarro. Si fa notare agli US Open dove, dopo un primo turno agevole, si impone sulla ex nº1 della classifica mondiale Ana Ivanović. In seguito cede in tre set contro l'americana Casey Dellacqua.
Ottiene, il 14 settembre dello stesso anno, la terza finale WTA della stagione all'Hong Kong Open, dove prevale la numero uno del seeding Sabine Lisicki. Nel medesimo torneo vince il quarto titolo WTA della carriera insieme alla gemella battendo in finale Patricia Mayr-Achleitner e Arina Rodionova. Raggiunge poi la finale al Kia Korea Open, la seconda consecutiva, la quarta dell'anno e la quinta in carriera. Il 21 settembre 2014 conquista il torneo coreano battendo in finale Varvara Lepchenko.
Prossima all'ingresso nella Top 30, partecipa al Premier 5 di Wuhan, dove si impone sulle Top 20 Samantha Stosur e Andrea Petković. In seguito viene fermata dalla nº3 WTA Petra Kvitová. A Pechino viene sconfitta a sorpresa da Polona Hercog in tre set.
Continua il suo straordinario 2014 conquistando la quinta finale dell'anno e la sesta in carriera al Generali Ladies Linz. Si aggiudica il terzo titolo della carriera e il secondo stagionale battendo in finale l'italiana Camila Giorgi.
Partecipa poi al Premier di Mosca, venendo sorpresa dall'astro nascente Kristina Mladenovic. Successivamente prende parte al Garanti Koza, torneo secondario al Master femminile di fine anno, grazie al ritiro di Ekaterina Makarova. Tuttavia viene sconfitta da Flavia Pennetta, numero quindici del mondo. Chiude la stagione alla posizione nº24, un miglioramento notevole rispetto al 67º posto occupato all'inizio del 2014.

### 2015: sei finali WTA e Top 10
Apre la stagione come ventitreesima tennista del ranking, ma viene sconfitta in rimonta dalla nº100, Alla Kudrjavceva nel secondo turno di Brisbane, dopo essersi imposta con fatica su Azarenka.
Nel gennaio ottiene la settima finale WTA della carriera all'Apia International Sydney, dove viene battuta dalla connazionale e nº4 WTA Kvitova con due tie-break. Durante il torneo elimina fra le altre Suárez Navarro e Kerber. A fine torneo entra per la prima volta tra le migliori venti tenniste.
Disputa gli Australian Open, dove arriva al terzo turno ceduto contro la numero undici WTA, Ekaterina Makarova. Prende parte al torneo di Antwerp in Belgio, dove si fa strada eliminando Mirjana Lučić-Baroni, Annika Beck e Lucie Šafářová, per poi subire la vendetta di Suarez Navarro in semifinale. Raggiunge la finale a Dubai in seguito alle vittorie su Anastasija Pavljučenkova; Barbora Strýcová, Ivanović, numero sei del mondo; Safarova e Garbiñe Muguruza. Tuttavia in finale viene sconfitta da Simona Halep, numero quattro della classifica. Invece a Doha, dopo la vittoria contro Stefanie Vögele, cede contro Suarez Navarro. Prende parte al torneo di Indian Wells, rifacendosi su Muguruza nel secondo turno, prima di venire fermata nuovamente da Halep. A Miami raggiunge i quarti di finale, dove perde contro la Top 10 Andrea Petković.

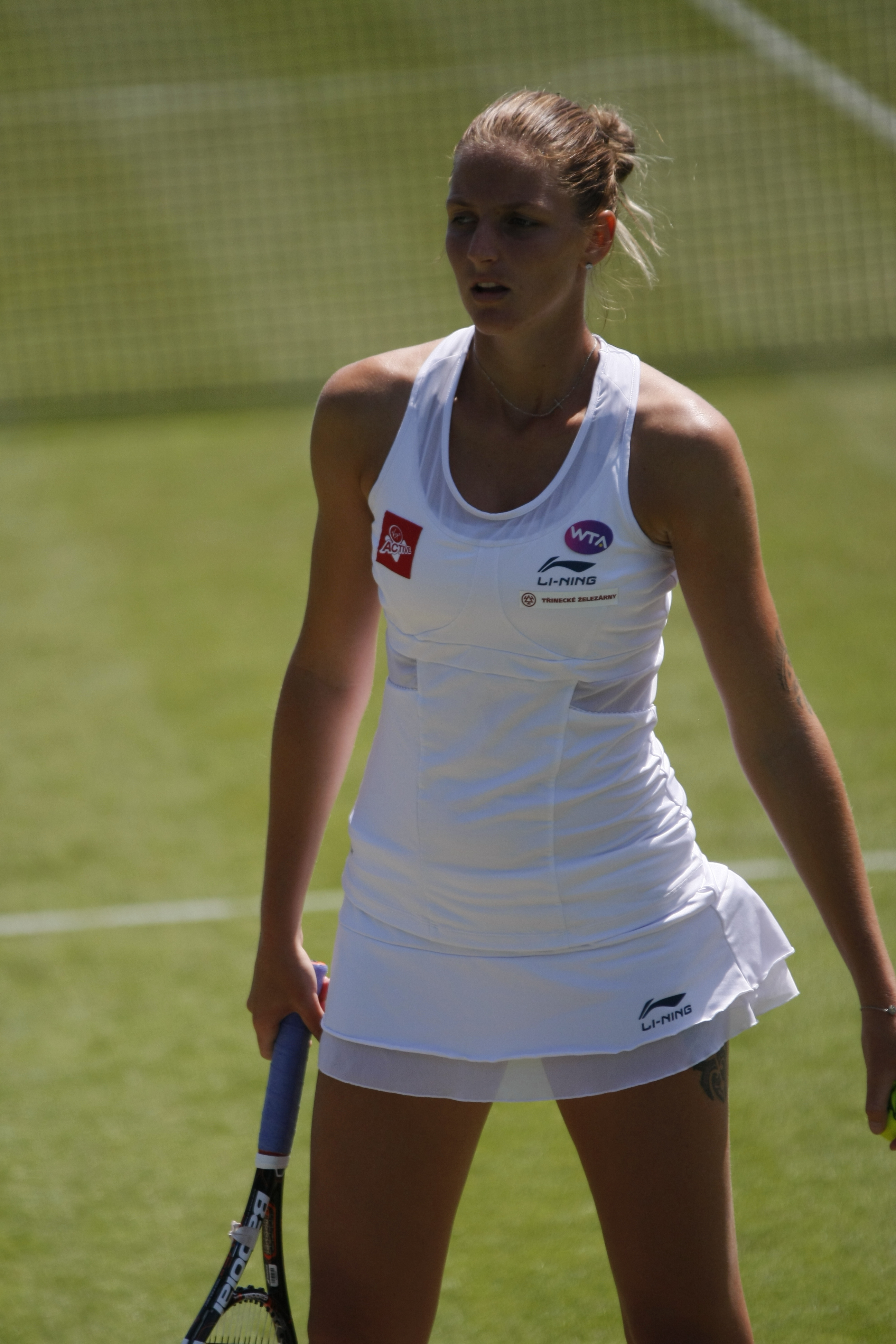
Karolina nel 2015

A maggio conquista il quarto titolo WTA della carriera, a Praga, dove è testa di serie numero uno.
Successivamente viene sorpresa da Caroline Garcia a Madrid nel secondo turno. A Roma soccombe a Timea Bacsinszky all'esordio. Nello Slam parigino non brilla, poiché viene sconfitta dalla numero cento del ranking, Andreea Mitu.
Raggiunge la prima finale sull'erba a Birmingham, estromettendo fra le altre Johanna Konta e Carla Suárez Navarro, dove incontra Kerber. Non fa meglio però a Eastbourne e Wimbledon, dove non va oltre il secondo turno.
Sul cemento americano raggiunge la finale a Stanford, tuttavia viene nuovamente sconfitta da Kerber. A fine torneo entra per la prima volta nella Top 10, precisamente al settimo posto.
In seguito, a Cincinnati, si sbarazza di Tímea Babos, prima di perdere contro Jelena Janković in tre set. Invece a New Haven raggiunge i quarti di finale, dove perde a sorpresa contro Lesja Curenko. Agli US Open viene sconfitta al primo turno da Anna Tatišvili, che le lascia solo tre game. Nel torneo di Tokyo viene fermata ancora da Radwanska nei quarti di finale. Disputa un altro quarto di finale a Wuhan, dove perde contro Roberta Vinci. Esce di scena all'esordio a Pechino per mano di Sloane Stephens. Disputa l'International di Tianjin, dove incontra la polacca Radwanska in semifinale, la quale si impone nuovamente. Dopo una deludente Kremlin Cup (sconfitta da Anastasija Sevastova nel secondo turno) prende parte all'Elite Trophy di Zhuhai, torneo secondario al Master di fine anno. Qui, dopo le vittorie su Jelena Janković e Sara Errani nel girone, estromette in semifinale Elina Svitolina. Raggiunta la finale però cede in due set contro Venus Williams.
Conclude la stagione all'undicesimo posto della classifica WTA, dopo sei finali disputate e una sola vinta.

### 2016: prima finale Slam

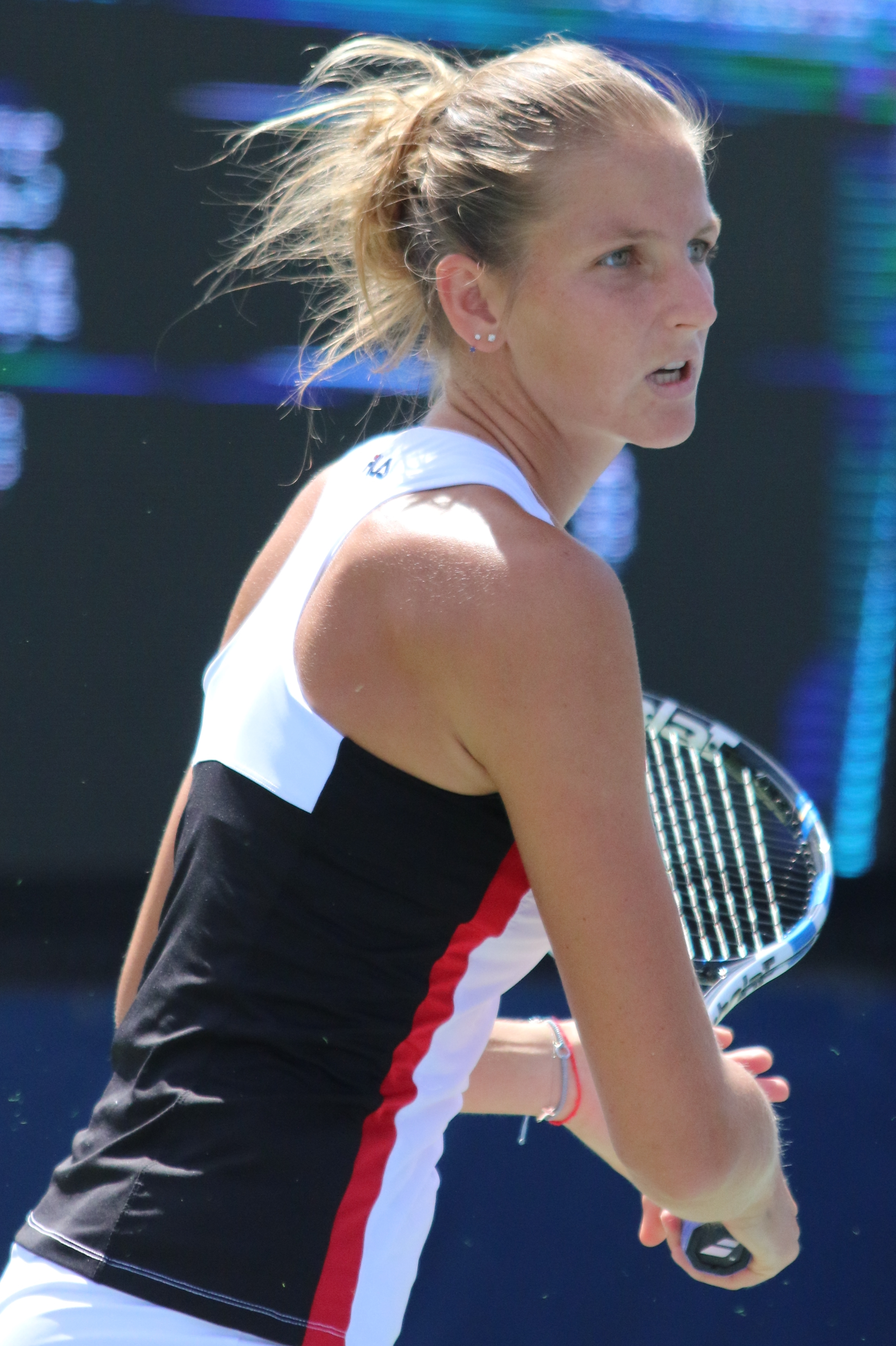
Karolina nel 2016 agli US Open, edizione in cui è stata finalista

Inizia la stagione a Sydney dove, dopo avere eliminato facilmente Ana Ivanović e Anastasija Pavljučenkova, viene sconfitta nei quarti da Simona Halep. Partecipa agli Australian Open dove viene eliminata da Ekaterina Makarova nel terzo turno. Nel torneo di Dubai viene sconfitta a sorpresa all'esordio da Coco Vandeweghe in due set. Non fa meglio in Qatar, dove esce di scena per mano di Margarita Gasparjan. Si presenta al torneo di Indians Wells dove raggiunge la semifinale dopo aver superato fra le altre Shelby Rogers, Ana Ivanović, Johanna Konta, per cedere al turno successivo ad Azarenka. In doppio, con Julia Görges, raggiunge la finale dove vengono sconfitte. A sorpresa esce di scena all'esordio a Miami per mano di Tímea Babos.
Nel torneo di Stoccarda viene sconfitta nei quarti di finale da Agnieszka Radwańska, mentre perde in semifinale a Praga da Lucie Šafářová. A Madrid non va oltre al secondo turno sconfitta da Christina McHale, mentre a Roma e a Parigi cede nel primo turno contro Kasatkina e Rogers. Dopo questi insuccessi si aggiudica il torneo di Nottingham imponendosi su Riske. Nel torneo di Birmingham viene invece eliminata all'esordio da Barbora Strýcová. Raggiunge un'altra finale a Eastbourne, dove è costretta a cedere in due set a Dominika Cibulková. Nel torneo di Toronto viene sconfitta da Halep nel terzo turno. Si aggiudica il torneo di Cincinnati battendo in finale Kerber superando tra le altre Svetlana Kuznecova e Muguruza.
Partecipa agli US Open, dove raggiunge la prima finale Slam in carriera. Nel corso dello Slam estromette fra le altre Sofia Kenin; Pavljučenkova, Venus Williams, numero sei del mondo, e Serena Williams, numero uno del mondo. Nonostante ciò viene sconfitta in finale da Kerber, numero due del mondo.
Disputa il torneo di Tokyo dove viene eliminata all'esordio da Aljaksandra Sasnovič, mentre a Wuhan cede contro Dominika Cibulková nel secondo turno. A Pechino non va oltre il terzo turno, sconfitta in tre set da Konta. Grazie ai punti ottenuti nel corso della stagione partecipa il Masters di fine anno. Nel girone raccoglie solamente una vittoria, ovvero contro Muguruza, mentre viene sconfitta da Kuznecova e da Radwańska.

### 2017: numero uno al mondo

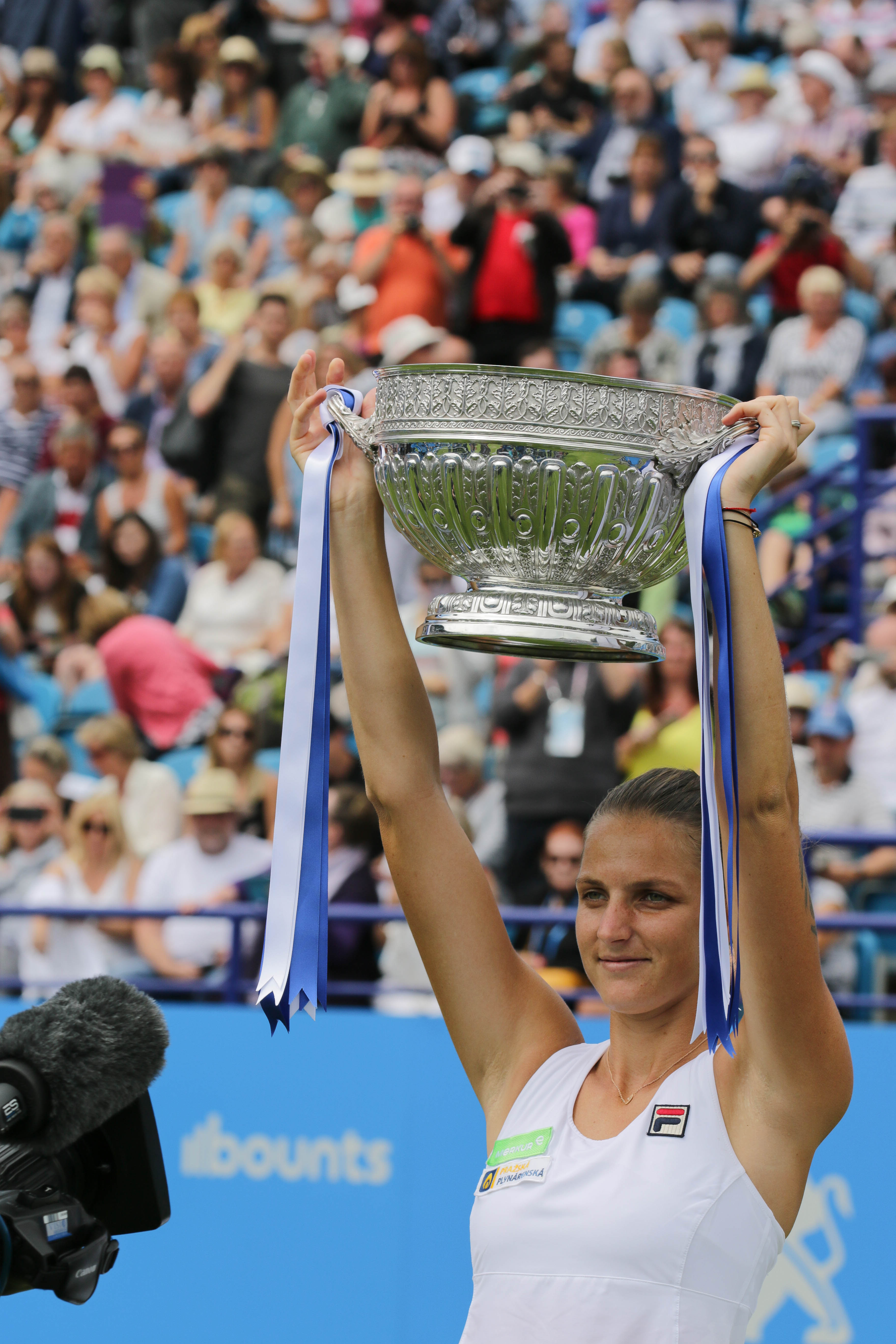
Karolina con il titolo vinto a Eastbourne nel 2017.

La stagione inizia con la vittoria al torneo di Brisbane, dove si impone in finale contro la francese Alizé Cornet. In seguito prende parte al primo Grande Slam stagionale, l'Australian Open, venendo sconfitta dalla croata Mirjana Lučić-Baroni ai quarti di finale. A mese di febbraio vince il suo ottavo titolo WTA, il Qatar Total Open di Doha, sconfiggendo in finale Caroline Wozniacki. In seguito raggiunge la semifinale in entrambi i Premier Mandatory americani: a Indian Wells superando nei quarti Muguruza con due tie break, ma perdendo sempre con due tie break contro Kuznecova; a Miami cedendo di nuovo alla Wozniacki.
Dopo alcuni modesti risultati nei primi tornei sulla terra battuta si spinge prima fino ai quarti agli Internazionali di Roma, dove viene battuta dalla Svitolina, poi raggiunge per la prima volta in carriera le semifinali al Roland Garros. A impedirle l'accesso alla finale è una diretta concorrente al titolo di numero uno del ranking WTA, Halep, con la quale subisce la sesta sconfitta in sette confronti.
Debutta sull'erba all'AEGON International 2017, dove conquista il terzo titolo stagionale (e nono in carriera): la finale la vede di nuovo scontrarsi con la danese Wozniacki, la terza in stagione, e stavolta si conclude a suo favore. A Wimbledon non va oltre la conferma del secondo turno dell'anno precedente, poiché viene eliminata da Magdaléna Rybáriková. Tuttavia il risultato è sufficiente alla ceca per diventare la numero uno del ranking WTA, scavalcando Halep e la numero uno uscente, Kerber. è la prima tennista ceca e la ventitreesima tennista nella storia della WTA a salire sul gradino più alto delle classifiche mondiali.
Sul veloce americano raggiunge i quarti di finale a Toronto, dove perde ancora contro la Wozniacki, che poi incontra di nuovo a Cincinnati, sempre a livello di quarti di finale, questa volta vincendo li scontro; perde però in semifinale contro Muguruza, futura vincitrice del torneo. Il breve regno della ceca in testa al ranking mondiale si interrompe dopo otto settimane: agli US Open non riesce infatti a difendere la finale del 2016, perdendo ai quarti contro Coco Vandeweghe.
In Asia rimedia un secondo turno a Tokyo, un quarto di finale a Wuhan e un terzo turno a Pechino.
Nell'ambito delle WTA Finals, alla sua seconda partecipazione nel torneo, sconfigge in due set sia Venus Williams che Garbiñe Muguruza; queste due vittorie le garantiscono l'accesso alle semifinali del Master, dove perde contro la futura vincitrice Caroline Wozniacki.

### 2018: due titoli WTA

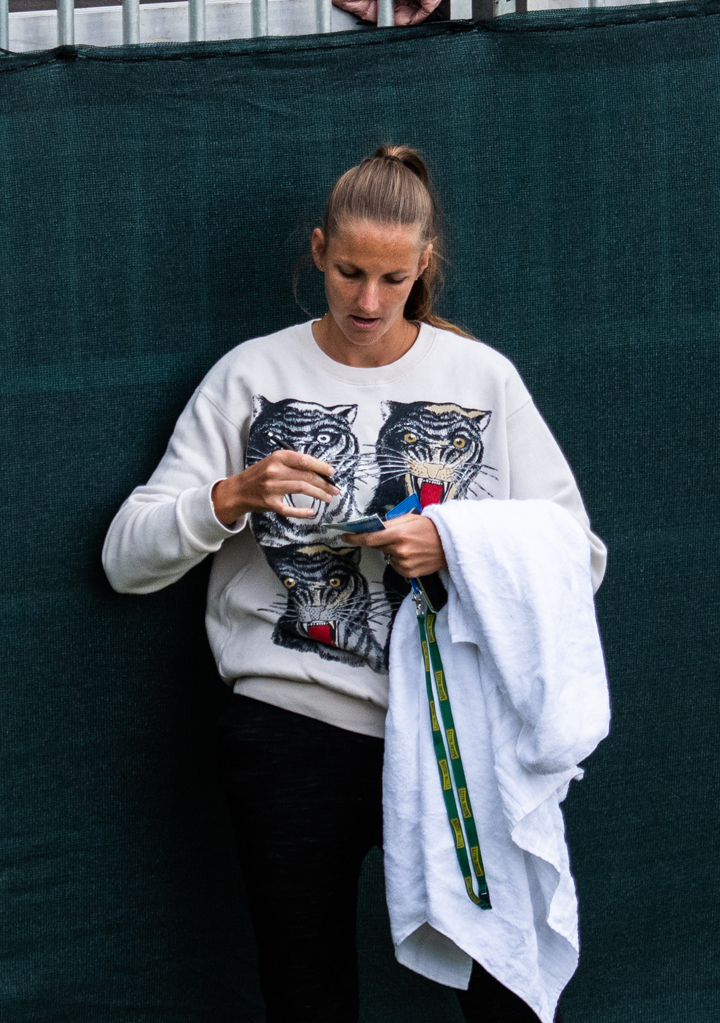
Karolina in allenamento nel 2018

Inaugura la stagione presentandosi a Brisbane con l'intento di difendere il titolo, ma è costretta a fermarsi in semifinale contro Elina Svitolina. Nei quarti di finale all'Australian Open trova la numero uno del mondo e futura finalista dello Slam Halep, che la batte agevolmente. Ritorna al Qatar Total Open per difendere il titolo, ma è costretta ad arrendersi al terzo turno di fronte alla giovanissima promessa del tennis, Catherine Bellis. Nonostante questo risultato riesce a mantenere la quinta posizione del ranking mondiale. A Dubai è terza testa di serie, ma non va oltre i quarti di finale Kerber. A Indian Wells è testa di serie numero cinque, ma non riesce a raggiungere la semifinale dell'anno precedente, perdendo nei quarti di finale contro la futura vincitrice del torneo Naomi Ōsaka. Perde ai quarti di finale anche a Miami, questa volta contro Azaranka. A circa un mese di distanza, nell'ambito del torneo di Stoccarda, arriva in finale e si impone contro la statunitense Coco Vandeweghe vincendo così il suo decimo titolo WTA. Prosegue la serie di risultati positivi centrando la semifinale nel Premier Mandatory di Madrid la settimana successiva, sconfitta solo dalla futura vincitrice del torneo Petra Kvitová. Agli Internazionali BNL d'Italia viene sorprendentemente sconfitta da Maria Sakkarī al secondo turno in tre set, in una partita caratterizzata da grandi alti e bassi da parte di entrambe le tenniste. Nel terzo set sul punteggio di 5-5 e 40-40 l'umpire chiama fuori la palla della tennista ceca senza poterle indicare il segno sulla terra decidendo così di assegnare il punto a Sakkari, ma Plíšková non è d'accordo e a fine match rompe a racchettate la sedia del giudice. Torna in campo circa una settimana e mezzo dopo per disputare gli Open di Francia dove viene sconfitta al terzo turno da Marija Šarapova.
Sull'erba, dopo una sconfitta all'esordio a Birmingham e un quarto di finale a Eastbourne, interrompe la serie di sconfitte al secondo turno di Wimbledon raggiungendo gli ottavi di finale del prestigioso torneo londinese prima di cedere a Kiki Bertens. La stessa Bertens le nega l'accesso al terzo turno della Rogers Cup. Racimola un secondo turno anche a Cincinnati. Agli US Open, ultimo appuntamento Slam stagionale riconferma i quarti di finale dell'anno precedente prima di perdere in due set contro una rientrante Serena Williams. Si presenta al torneo Premier di Tokyo e, dopo avere superato tutti e tre i match precedenti al terzo set, affronta la padrona di casa,Naomi Ōsaka, che batte in due facili set conquistando in tal modo il secondo titolo stagionale e undicesimo in carriera. Nei tornei cinesi di Wuhan e Pechino viene fermata in entrambi i casi da Wang Qiang al secondo turno e al terzo rispettivamente. Prende poi parte al torneo di Tianjin dove, accreditata della prima testa di serie, si spinge fino alla finale prima di cedere a Caroline Garcia in due set.
Pur perdendo nel match d'esordio contro Vera Zvonarëva a Mosca si qualifica per il terzo anno consecutivo alle WTA Finals. Qui viene inserita nel gruppo bianco insieme a Wozniacki, Kvitová e Svitolina. Dopo essersi sbarazzata facilmente della Wozniacki nella prima giornata perde al terzo set contro Svitolina ma, grazie alla netta vittoria sulla Kvitová, supera il round robin e raggiunge le semifinali del Master per il secondo anno consecutivo. In semifinale viene sconfitta da Sloane Stephens.

### 2019: semifinale agli Australian Open, 15º titolo in carriera e 500 vittorie
Inizia la stagione nel migliore dei modi vincendo per la seconda volta nella sua carriera il torneo di Brisbane, battendo in finale l'ucraina Lesja Curenko. Nel corso del torneoincontra fra le altre Marie Bouzková e Vekić. Prende parte agli Australian Open, dove raggiunge per la prima volta la semifinale, doo aver eliminato Qui elimina Muchová, Brengle, Giorgi e Muguruza. Nei quarti di finale incontra Serena Williams, match nel quale è fautrice di una delle vittore più straordinarie del circuito, aggiudicandosi il match per 6–4, 4–6, 7–5, recuperando da uno svantaggio di 1–5 nel match decisivo. Tuttavia viene sconfitta in finale da Naomi Ōsaka.
Torna in campo alcune settimane dopo per disputere il torneo di Dubai dove, dopo avere vinto con qualche difficoltà di troppo contro Cibulková e Riske, viene sorprendentemente eliminata ai quarti di finale dalla taiwanese Hsieh Su-wei in tre set. Si sposta dunque negli Stati Uniti, dove ottiene importanti risultati, i quarti di finale (come l'anno precedente) a Indian Wells e la finale a Miami, prima in carriera in un Premier Mandatory. In questa circostanza, nonostante partisse da favorita per la vittoria, è costretta a cedere all'australiana Ashleigh Barty in due set.
Inaugura la stagione sulla terra a Stoccarda, dove è chiamata a difendere il titolo dell'anno precedente; tuttavia viene sorpresa nel match d'esordio da Azaranka. Nemmeno a Madrid fa meglio, uscendo di scena al secondo turno. La settimana seguente, a Roma, si aggiudica il tredicesimo titolo in carriera e secondo stagionale, battendo fra le altre Azaranka e Sakkarī. Nella finale batte nettamente una ritrovata Konta. Grazie a questo successo Plíšková compie un notevole salto in classifica ritornando alla seconda posizione del ranking, dietro solo a Naomi Ōsaka. Si presenta a Parigi per il Roland Garros ma, dopo due agevoli vittorie viene fermata nel terzo turno a sorpresa da Petra Martić.
Inaugura la stagione sull'erba con un secondo turno a Birmingham, venendo sconfitta dalla sorella Kristýna, che riesce ad avere la meglio per la prima volta sulla sorella. Tuttavia si riprende a Eastbourne, dove senza perdere nemmeno un set si aggiudica il quattordicesimo titolo in carriera. Nella corsa al titolo estromette fra le altre Mertens, Aleksandrova, Bertens, numero tre del seeding, Kerber, quarta testa di serie. Nello Slam londinese ripete gli ottavi di finale della scorsa edizione; dopo avere agevolmente sconfitto Mónica Puig, per poi perdere agli ottavi contro la sorpresa del torneo Karolína Muchová.
In preparazione allo US Open disputa i tornei di Toronto e Cincinnati, raggiungendo in entrambi i quarti di finale; viene sconfitta rispettivamente da Bianca Andreescu, futura campionessa, e da Kuznecova, futura finalista. In quest'ultimo torneo, in coppia con la sorella Kristýna, raggiunge la semifinale, dove le due sorelle cedono alla coppia Klepač/Hradecká. Disputa l'ultimo Slam della stagione, non riuscendo a eguagliare i quarti di finale raggiunti l'anno precedente. Qui si impone su Ons Jabeur al terzo turno, prima di venire rimontata negli ottavi da Konta.
Inizia lo swing asiatico con la vittoria del quindicesimo titolo in carriera e con il ritorno, di conseguenza, alla seconda posizione della classifica mondiale a soli 86 punti dalla prima Ashleigh Barty. Infatti riesce ad aggiudicarsi il titolo di Zhengzhou battendo Martić in finale. In seguito a questa vittoria è la seconda tennista a qualificarsi di diritto per le WTA Finals. Successivamente prende parte unicamente in doppio con Kristýna al torneo in Corea, dove le due sono costrette a ritirarsi prima del match valido per l'accesso alla finale contro Arruabarrena Vecino/Maria. Nei seguenti tornei di Wuhan e Pechino non brilla, poiché disputa un terzo turno (sconfitta a sorpresa da Dajana Jastrems'ka) e un secondo turno (eliminata da Jeļena Ostapenko). Inoltre in quest'ultimo torneo si spinge fino alla semifinale del doppio, dove viene fermata nel set decisivo dalla coppia Jastrems'ka/Ostapenko.
Successivamente si presenta a Shenzhen, dove viene inserita nel gruppo rosso insieme a Svitolina, Andreescu e Halep. Qui apre malamente il Masters con una sconfitta contro Svitolina. Tuttavia si riprende nelle due giornate seguenti con due vittorie: usufruisce del ritiro di Andreescu, mentre si sbarazza di Halep in tre set. Raggiunge così per il terzo anno consecutivo la semifinale, non superandola nemmeno stavolta, poiché viene rimontata dalla futura campionessa Ashleigh Barty.
Chiude il 2019 alla seconda posizione della classifica, la più alta mai raggiunta dalla tennista ceca a fine anno.

### 2020: sedicesimo titolo WTA e uscita dalla Top 5
Apre molto bene il nuovo decennio, poiché si aggiudica per la terza volta in carriera il torneo di Brisbane, diventando così la tennista più titolata nel singolare della manifestazione. Nella sua corsa al titolo si impone in semifinale su Naomi Ōsaka. Successivamente si riconferma campionessa battendo in finale la statunitense Madison Keys. Gioca anche in doppio insieme a Vekić, ma vengono fermate nei quarti di finale dalla coppia formata da Mladenovic e Tomljanović.
Si presenta agli Australian Open con la semifinale dell'edizione precedente da difendere, ma dopo le vittorie nette su Mladenovic e Laura Siegemund viene sconfitta dalla testa di serie numero trenta Anastasija Pavljučenkova. In seguito alla delusione patita a Melbourne vola a Dubai, dove si sbarazza con un risultato più netto di Mladenovic a cui lascia solo tre giochi, prima di perdere nei quarti di finale contro la rivelazione del 2020, Elena Rybakina. Partecipa insieme alla sorella Kristýna nella specialità di doppio, senza andare oltre il secondo turno. A Doha subisce un'altra precoce sconfitta, stavolta nel secondo turno contro Jabeur, dopo essersi imposta con facilità su Bernarda Pera.
Dopo lo stop durato dal 9 marzo a 3 agosto per la pandemia di COVID-19 ritorna in campo a Cincinnati venendo tuttavia estromessa all'esordio da Veronika Kudermetova. Si presenta agli US Open come testa di serie numero uno del torneo e, dunque, favorita alla conquista del titolo: tuttavia, dopo avere superato Anhelina Kalinina cede a sorpresa da Garcia.
Comunque si riscatta a Roma; qui supera nella semifinale Markéta Vondroušová. Raggiunge così la seconda finale stagionale, ma è costretta a uscire dal campo in lacrime sul punteggio di 0–6, 1–2 in favore di Halep, per un infortunio alla coscia già visibilmente fasciata, dopo appena mezz'ora di gioco. Disputa il Roland Garros superando con difficoltà la qualificata Mayar Sherif, per poi subire la sconfitta da Jeļena Ostapenko. Disputa il nuovo torneo di categoria Premier nella terra natìa ad Ostrava, lo J&T Banka Ostrava Open, dove è accreditata della seconda testa di serie. Viene sconfitta nuovamente da Veronika Kudermetova nel secondo turno.
Conclude la stagione 2020 in calo rispetto al 2019: esce dalla top 5, finendo l'anno al numero 6 del mondo (l'anno prima aveva terminato al numero 2 del mondo).

### 2021: finali a Roma, Wimbledon e Toronto

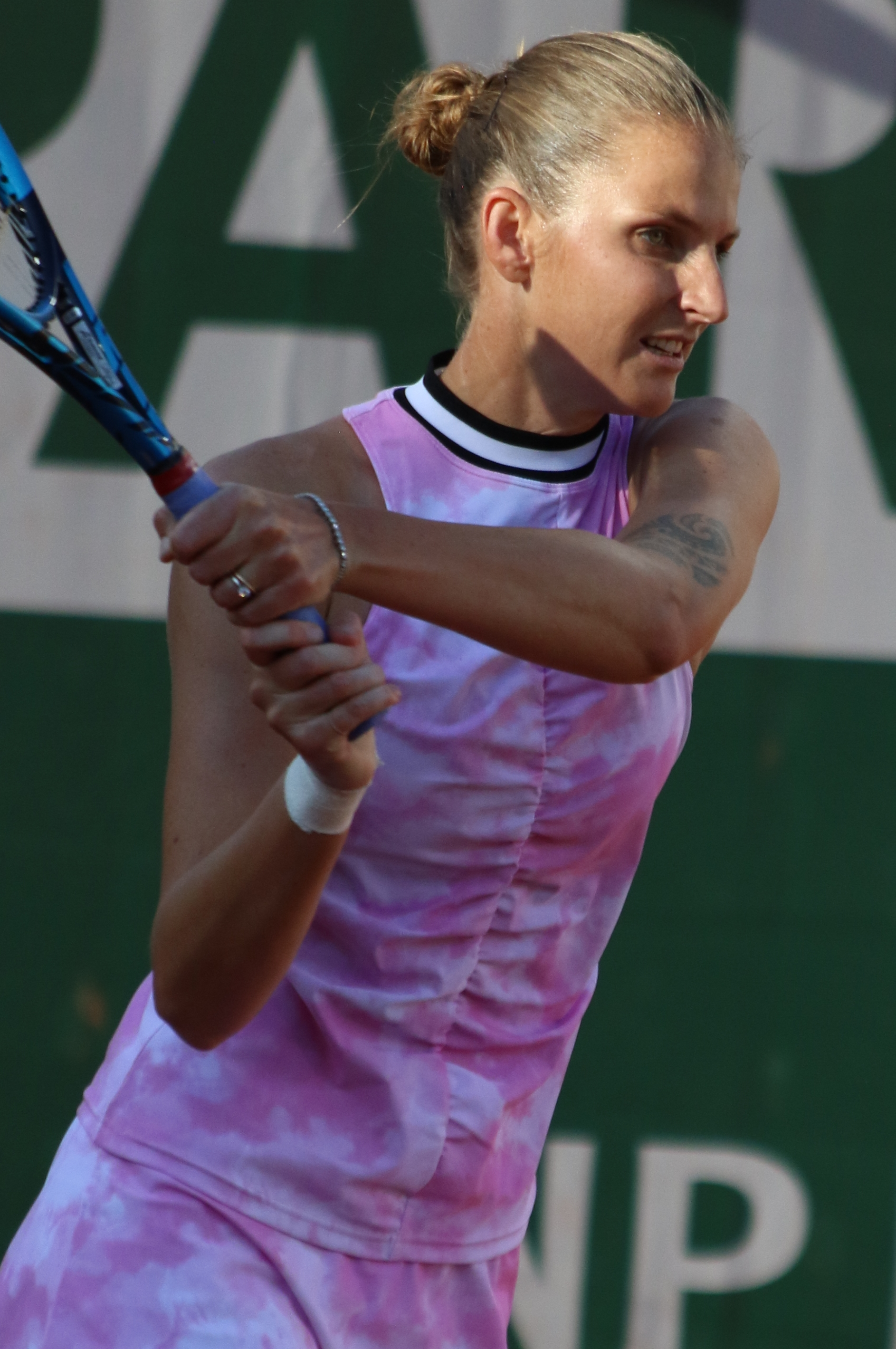
Karolina all'Open di Francia 2021

Apre la stagione disputando il WTA 500 di Abu Dhabi dove viene sorprendentemente eliminata nettamente dalla numero 292 del mondo Anastasia Gasanova. Stesso risultato allo Yarra Valley Classic, dove al secondo turno incontra Danielle Collins. Agli Australian Open tuttavia si prende la rivincita su Collins per poi essere fermata dalla connazionale Muchová.
Dopodiché disputa il Qatar Open, dove vince contro Jabeur prima di cedere a Jessica Pegula. In seguito, partecipa al Dubai Tennis Championships, dove elimina Anastasija Sevastova per poi venire nuovamente sconfitta da Pegula in modo netto, che bissa il risultato anche al Miami Open.
Inizia la stagione sulla terra rossa al Mutua Madrid Open, dove batte in rimonta Coco Gauff, salvo poi perdere contro Pavljučenkova. In seguito partecipa agli Internazionali d’Italia, dove offre la sua migliore performance della stagione: sconfiggendo fra le altre Sevastova, Ostapenko, e Martić nella semifinale, accedendo in tal modo alla terza finale di seguito a Roma. Qui trova Świątek, contro la quale perde 0–6 0–6 in appena 46 minuti di gioco. Alla fine del torneo scende alla posizione numero 10 del ranking. La stagione sulla terra rossa si conclude agli Open di Francia, dove al primo turno si sbarazza di Vekić, ma al secondo esce per mano di Sloane Stephens.
Disputa poi il Grass Court Championships Berlin e il torneo di Eastbourne: nel primo, viene eliminata all'esordio ancora da Pegula, mentre nell’altro da Giorgi. Partecipa quindi al torneo di Wimbledon eliminando al secondo turno Vekić ed approdando per la terza volta in carriera agli ottavi di finale dove sconfigge Ljudmila Samsonova. Riesce così a raggiungere per la prima volta in carriera i quarti di finale a Wimbledon. In tale circostanza elimina la svizzera Viktorija Golubic approdando per la prima volta in semifinale contro Aryna Sabalenka che batte rimonta. Raggiunge quindi la sua prima finale Slam dal 2016, quando colse la sua prima ed unica finale Slam a New York. Nello scontro perde in tre set contro la numero uno del mondo Ashleigh Barty.
In seguito, disputa il torneo olimpico di Tokyo, dove gioca il singolare: dopo aver battuto Cornet e Carla Suarez Navarro, viene eliminata da Camila Giorgi in due set.
Prende poi parte al torneo di Toronto, raggiungendo la sua terza finale di stagione. Nella sua corsa elimina fra le altre Vekić, Anisimova e Sabalenka in semifinale. In finale, per la terza volta nel 2021, viene battuta da Camila Giorgi.
La settimana successiva, partecipa al torneo di Cincinnati, dove è accreditata della 5ª testa di serie. Dopo il bye all'esordio, supera finalmente al terzo turno Pegula, dopo la serie di sconfitte stagionali subite. Approfitta del ritiro di Paula Badosa ai quarti e in semifinale trova la sorpresa del torneo, la svizzera Teichmann a cui si arrende in due set.
Prende parte agli US Open, dove è la quarta testa di serie: per la quinta volta in carriera, raggiunge gli ottavi di finale, dove incontra e supera Pavljučenkova, centrando il quarto di finale numero quattro della carriera a New York; nella circostanza, perde da Sakkarī in due set. In seguito giosi ferma al secondo turno del torneo di Indian Wells, contro Beatriz Haddad Maia.
In novembre, prende parte alle WTA Finals per la quinta volta in carriera: è inserita nel gruppo Teotihuacán assieme a Muguruza, Kontaveit e Krejčíková. Vince su Muguruza in rimonta, ma cede di schianto all'avversaria per 4–6 0–6; nell'ultimo match del girone, affronta il derby ceco con Krejčíková per cercare la qualificazione alla sua quarta semifinale alle Finals. Nonostante il successo sulla connazionale, si classifica terza nel girone a causa della differenza set sfavorevole rispetto a Muguruza (vittoriosa in due set su Kontaveit nell'ultima giornata). Per la seconda volta in carriera non passa il round robin delle WTA Finals.
Termina la stagione al nº4 del mondo.

### 2022-2023: infortunio e crollo nel ranking

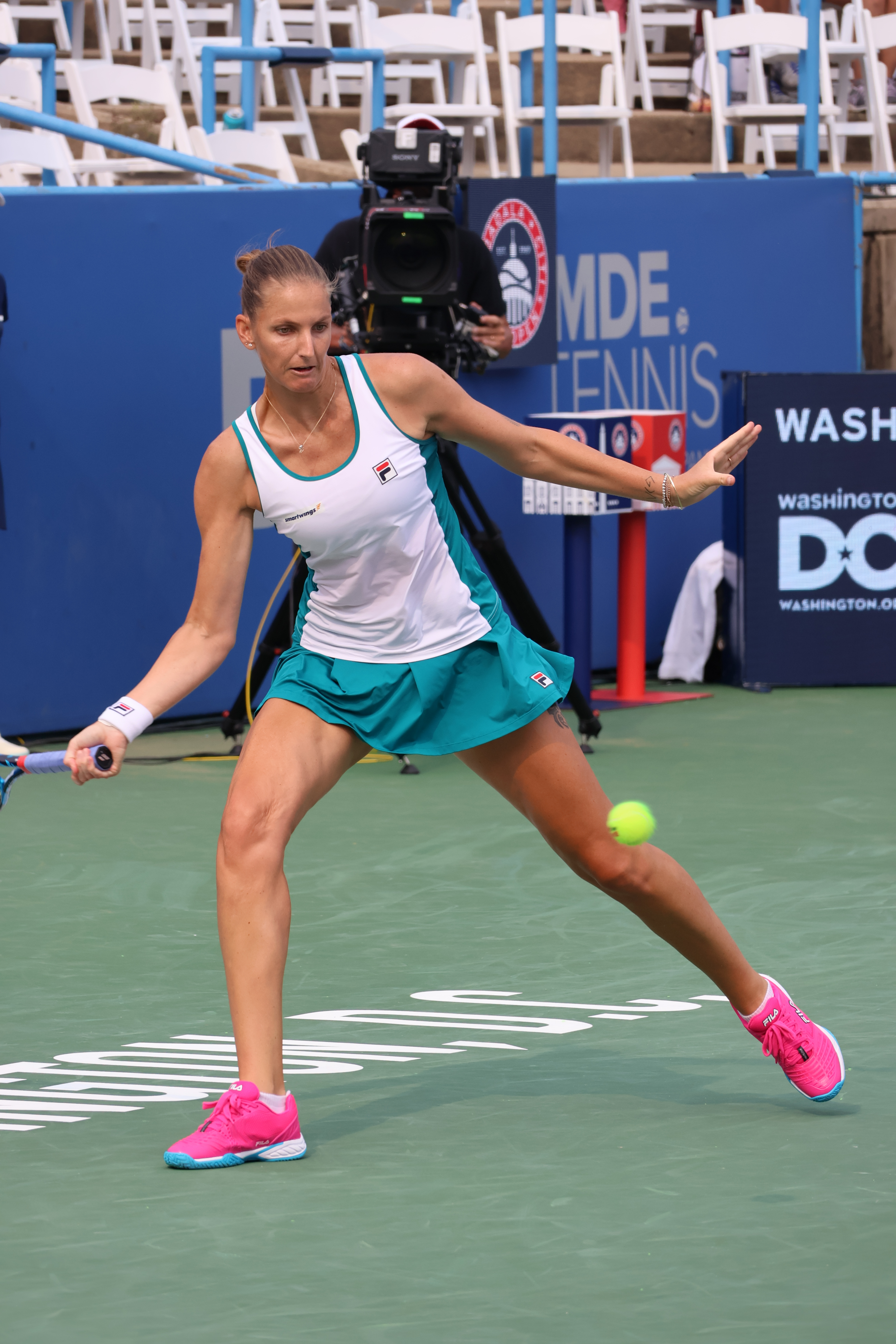
Karolina durante un match al DC Open 2023

A causa di un infortunio al polso destro, è costretta a saltare l'Australian Open. Ritorna in campo ad Indian Wells ma esce al suo esordio stagionale. Stesso risultato a Miami. Sulla terra di Charleston, ottiene il primo successo stagionale contro Katarina Zavac'ka in tre set. Agli ottavi viene eliminata da Ekaterina Aleksandrova. Dopo le uscite premature a Stoccarda, Madrid e Roma, Plíšková ottiene la prima semifinale annuale a Strasburgo, dove cede a Kaja Juvan. Al Roland Garros viene sorprendentemente eliminata al secondo turno dalla wild-card Jeanjean.
Sull'erba, dopo i quarti a Berlino (battuta da Gauff), delude le aspettative a Wimbledon, uscendo di scena al secondo round contro Katie Boulter.
Sul cemento americano, dopo un secondo turno a San José, centra la semifinale più prestigiosa dell'anno nel '1000' di Toronto, eliminando la connazionale Krejčíková, Anisimova, la nº4 del ranking Sakkarī e la cinese Qinwen Zheng. Nella sua seconda semifinale consecutiva nel torneo canadese, si arrende a Beatriz Haddad Maia. A Cincinnati esce di scena al secondo round. Allo US Open, raggiunge i quarti di finale per la quinta volta in carriera, battendo nel corso del torneo la top-20 Bencic e l'ex campionessa slam Azaranka; tra le ultime otto, come le è successo in altre tre circostanze nello slam newyorkese, viene sconfitta, cedendo ad Sabalenka in due set.
Il finale di stagione non regala acuti, chiudendo la stagione al nº32 del mondo, la posizione peggiore di fine stagione dal 2013. È inoltre la prima volta in nove stagioni che non conquista alcuna finale WTA.

#### 2023
Dopo due uscite premature nei tornei di Adelaide, prende parte al suo decimo main draw dell'Australian Open dove raggiunge i quarti di finale senza cedere set, battendo agli ottavi la nº23 del seeding Zhang. Qui viene sorprendentemente superata dalla nº45 del mondo Linette. Grazie a questo risultato, rientra nella top-20. Ad Abu Dhabi perde al secondo turno contro la campionessa di Wimbledon 2022, Rybakina. A Doha, passa le qualificazioni (che in questo torneo non aveva mai disputato) per poi cedere ad Ekaterina Aleksandrova. A Dubai, vince il derby contro Vondroušová e poi lascia 3 giochi alla top-10 Sakkarī; agli ottavi, prevale contro Anhelina Kalinina, trovando così il secondo quarto stagionale; nella circostanza, si ritira prima di scendere in campo contro la nº1 del mondo Świątek. A Indian Wells, si ferma agli ottavi contro Sakkari in tre parziali; a Miami, esce di scena al terzo round contro Vondroušová. Sulla terra, come miglior risultato, centra i quarti a Stoccarda, dove perde da Świątek per la terza volta in carriera. Al Roland Garros, viene eliminata subito dall'ex campionessa slam Stephens.
Sull'erba, ottiene solo una vittoria in tre tornei disputati. A Wimbledon, viene battuta al primo round.
Anche il cemento americano non le arride, raccogliendo al massimo due secondi turni tra Montréal e lo US Open. Anche nel '1000' di Guadalajara non riesce a fare strada, fermandosi al secondo round.

### 2024: 17º titolo WTA, semifinale a Doha e rientro in top-50, operazione alla caviglia
Dopo due stagioni non brillanti, a febbraio 2024 vince il suo 17º titolo in carriera, aggiudicandosi il Transylvania Open. Si tratta del primo titolo dopo più di 4 anni. In seguito disputa il Qatar Open, dove si impone su Anna Kalinskaja, Potapova, Lina Nosková e poi su Naomi Ōsaka, raggiungendo la sua prima semifinale in un WTA 1000 dal National Bank Open 2021. Nella circostanza avrebbe dovuto affrontare la numero uno del mondo Świątek, ma si ritira prima dell'inizio della partita. A Dubai si spinge fino al terzo turno, in cui perde in tre set da Gauff. Non brilla a Indian Wells e Miami, uscendo al primo turno in entrambi i tornei.
La terra non le regala grandi soddisfazioni: tra Rouén, Strasburgo e Roland Garros, raccoglie solo una vittoria in quattro partite.
Su erba partecipa al torneo di Nottingham dove batte al primo turno Alyci Parks. Nei quarti, elimina la nº1 del seeding e top-10, Jabeur, in tre set, approdando alla terza semifinale annuale. Tra le ultime quattro, supera in rimonta Diane Parry, qualificandosi per la sua 34° finale WTA, la prima sul verde da Wimbledon 2021 e la seconda nella città inglese dopo quella raggiunta nel 2016. Nella circostanza, si arrende alla campionessa in carica Katie Boulter.

## Stile di gioco
Plíšková pratica un gioco aggressivo da fondo campo ed è dotata di un servizio incisivo sia con la prima pallina che con la seconda. Non sono da sottovalutare le sue capacità a rete, scelta utilizzata per finire i punti; infatti, nella finale Slam degli US Open 2016 contro Angelique Kerber, ha vinto l'80% dei punti serve-and-volley.

## Fed Cup
Il 2015 rappresenta l'anno dell'esordio di Plíšková nella Fed Cup. Scende in campo contro il Canada e, grazie alle partite contro Françoise Abanda e Gabriela Dabrowski, trascina la Repubblica Ceca in finale. Qui si scontrano contro un'ottima Russia. La finale viene disputata a Praga e le padrone di casa si aggiudicano il trofeo con il punteggio finale di 3-2. Parte male, incassando una sconfitta da Marija Šarapova, ma si riscatta estromettendo facilmente Pavljučenkova. Disputa il suo primo doppio in Fed Cup con Barbora Strýcová e l'esito è positivo: vittoria contro Pavljučenkova ed Elena Vesnina.

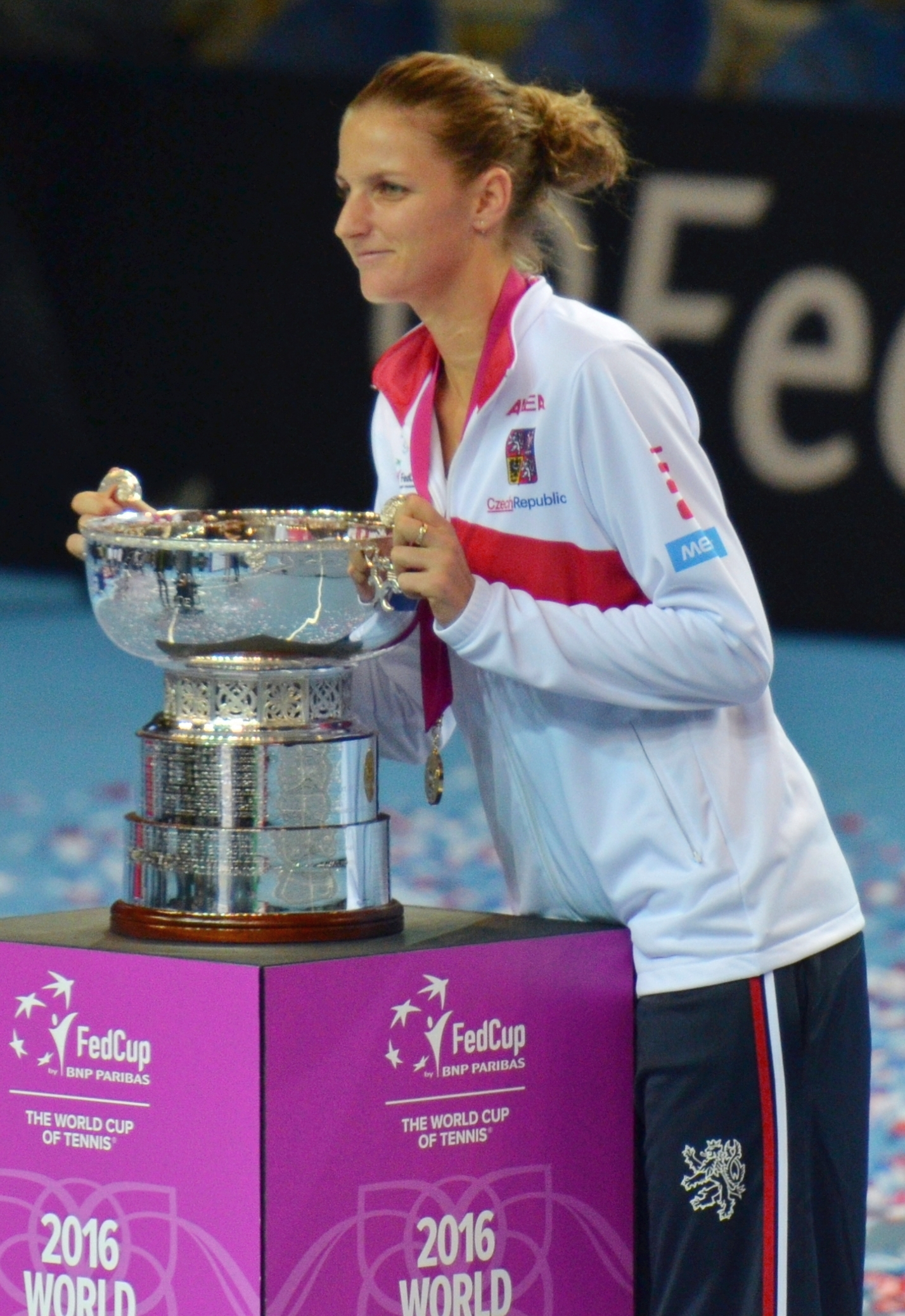
Karolína con il trofeo della Fed Cup 2016

Nel 2016 disputa il match d'apertura contro Halep, riuscendo a completare una rimonta. In seguito si aggiudica anche il braccio di ferro contro Monica Niculescu; questo permette alla squadra di pareggiare e rimandare tutto al doppio. In coppia con Strýcová stacca il pass per la semifinale sbarazzandosi di Andreea Mitu e Ioana Raluca Olaru. In seguito trovano la Svizzera di Martina Hingis. Karolina subisce una sorprendente sconfitta in rimonta per mano di Golubic, ma si impone successivamente su Timea Bacsinszky e insieme a Lucie Hradecká regola nel quinto e ultimo incontro le elvetiche Golubic/Hingis. In finale sfidano le francesi a Strasburgo rappresentate da Mladenovic, Garcia e Cornet. Il primo match la vede in campo contro Mladenovic in un incontro che viene deciso al tie-break del terzo set. Stremata dall'esordio viene successivamente sconfitta in tre parziali da Garcia. Tuttavia si rimette in sesto per il doppio con Strýcová aggiudicandoselo contro Mladenovic/Garcia. Ciò permette alla Repubblica Ceca di trionfare per la decima volta e per la seconda volta consecutiva.
Nel 2017 gioca solamente nei quarti di finale vincendo i match necessari per la semifinale: batte Lara Arruabarrena e Muguruza. Successivamente la Repubblica Ceca viene sconfitta 2-3 dagli Stati Uniti nella semifinale. Durante l'incontro è un testa a testa costante fino al doppio, dove Kristýna Plíšková e Kateřina Siniaková vengono sconfitte nettamente da Bethanie Mattek-Sands e Coco Vandeweghe.
Nel 2018, invece, disputa la semifinale contro la Germania (4-1). Vince l'incontro contro Kerber, prima di cedere contro Görges, questa rappresenta l'unica vittoria delle tedesche. Raggiunta la finale, grazie anche al ritiro di Anna-Lena Grönefeld e Görges nei quarti di finale nel doppio, incontrano gli Stati Uniti. Stavolta l'esito è positivo e piuttosto netto. Difatti le ceche si impongono per 3-0 contro le statunitensi: Strýcová supera in rimonta Sofia Kenin, Siniaková si impone su Alison Riske e Sofia Kenin. Nell'ultimo atto non è scesa in campo.
Nel 2019 prevale su Mihaela Buzărnescu, prima di cedere contro Halep. La Repubblica Ceca verrà sconfitta dalla Romania (2-3). Infatti Siniaková riuscirà a estromettere Buzărnescu, per poi subire le vittorie di Halep sulla stessa Siniaková e della coppia Begu/Niculescu su Krejčíková/Siniaková.

## Statistiche

### Singolare

#### Finali del Grande Slam

##### Perse (2)
| Anno | Torneo                      | Superficie | Avversaria in finale | Risultato        |
| ---- | --------------------------- | ---------- | -------------------- | ---------------- |
| 2016 | US Open, New York           | Cemento    | Angelique Kerber     | 3–6, 6–4, 4–6    |
| 2021 | Torneo di Wimbledon, Londra | Erba       | Ashleigh Barty       | 3–6, 7–6(4), 3–6 |

#### Risultati in progressione nei tornei dello Slam
| V | F | SF | QF | #T | RR | Q# | A | Z# | PO | O | F-A | SF-B | ND |

(V) Torneo vinto; raggiunto (F) finale, (SF) semifinale, (QF) quarti di finale, (#T) turni 4, 3, 2, 1; (RR) round - robin; (Q#) Turno di qualificazione; (A) assente dal torneo; (Z#) Zona gruppo Coppa Davis/Fed Cup (con indicazione numero); (PO) play-off Coppa Davis o Fed Cup; vinto un (O) oro, (F-A) argento o (SF-B) bronzo ai Giochi Olimpici; (ND) torneo non disputato.
| Torneo                 | 2010 | 2011 | 2012 | 2013 | 2014 | 2015 | 2016 | 2017 | 2018 | 2019 | 2020 | 2021 | 2022 | 2023 | 2024 | Titoli | V-S   |
| ---------------------- | ---- | ---- | ---- | ---- | ---- | ---- | ---- | ---- | ---- | ---- | ---- | ---- | ---- | ---- | ---- | ------ | ----- |
| Tornei del Grande Slam |      |      |      |      |      |      |      |      |      |      |      |      |      |      |      |        |       |
| Australian Open        | A    | Q1   | Q1   | 1T   | 2T   | 3T   | 3T   | QF   | QF   | SF   | 3T   | 3T   | A    | QF   | 1T   | 0 / 11 | 26–11 |
| Open di Francia        | A    | Q2   | 1T   | 1T   | 2T   | 2T   | 1T   | SF   | 3T   | 3T   | 2T   | 2T   | 2T   | 1T   |      | 0 / 12 | 14–12 |
| Wimbledon              | Q1   | A    | 1T   | 2T   | 2T   | 2T   | 2T   | 2T   | 4T   | 4T   | ND   | F    | 2T   | 1T   |      | 0 / 11 | 18–11 |
| US Open                | Q1   | Q1   | Q2   | 1T   | 3T   | 1T   | F    | QF   | QF   | 4T   | 2T   | QF   | QF   | 2T   |      | 0 / 11 | 29–11 |
| Totale                 | 0–0  | 0–0  | 0–2  | 1–4  | 5–4  | 4–4  | 9–4  | 14–4 | 13–4 | 13–4 | 4–3  | 12–4 | 6–3  | 5–4  | 0–1  | 0 / 45 | 87–45 |